# Bergtjärnen (Piteå socken, Norrbotten, 725869-173621)
Bergtjärnen är en sjö i Piteå kommun i Norrbotten och ingår i Rokåns huvudavrinningsområde.